# Emblema della Repubblica Socialista Sovietica Armena
L'emblema della Repubblica Socialista Sovietica Armena fu ufficialmente adottato nel 1937, e fu utilizzato come stemma ufficiale dello stato fino al 1992.

## Simbologia
L'emblema appare caratterizzato da numerosi simboli riconducibili all'araldica socialista: oltre alla stella rossa ed alla falce e martello poste sulla parte superiore, compaiono infatti ai lati delle spighe di grano, tradizionalmente rappresentanti la fertilità del suolo e le ricchezze agricole della regione. Del tutto peculiare appare invece il grappolo d'uva posto alla base, possibile riferimento al tradizionale racconto dell'albero piantato da Noè (considerato il patriarca del popolo armeno) una volta terminato il diluvio, come simbolo della rinascita dell'umanità.
Sul bordo esterno è riportato il nome ufficiale della Repubblica Socialista di Armenia, trascritto in armeno (Հայկական Սովետական Սոցիալիստական Հանրապետություն Haykakan Sovetakan Sots’ialistakan Hanrapetut’yun) mentre alla base, sempre sul bordo, compare il tradizionale motto marxista "Proletari di tutti i paesi, unitevi!", riportato sia in armeno (Պրոլետարներ բոլոր երկրների, միացե՜ք , Proletarner bolor yerkrneri, miats’ek’!) che in russo (Пролетарии всех стран, соединяйтесь! , Proletarii vsekh stran, soyedinyaytes′!).
Protagonista dello stemma è infine il monte Ararat, posto al centro, simbolo nazionale dell'Armenia. Un aneddoto non verificato vuole che l'inserimento del monte nell'emblema fu causa di proteste da parte della Turchia, dato che la montagna fa parte del territorio della nazione turca. Alle rimostranze, il rappresentante russo avrebbe sarcasticamente risposto che il fatto che nella bandiera turca sia contenuta una mezzaluna non significa che la Turchia possa avanzare pretese sulla luna intera.

## Storia

La prima versione dell'emblema della Repubblica Socialista di Armenia, in uso dal 1922 al 1937

Una prima versione dell'emblema stemma venne adottata ufficialmente il 9 febbraio del 1922, dopo l'inclusione ufficiale della Repubblica Sovietica di Armenia all'Unione Sovietica. Venne poi sostituita nel 1937 dalla seconda versione, leggermente modificata in alcuni aspetti grafici (scomparve ad esempio lo sfondo rosso dietro al monte Ararat).
I raggi fuoriuscenti dal sole, posto nell'alto dello stemma, sono stati aggiunti solo nel 1977.
L'emblema nazionale è stato poi definitivamente sostituito, nel 1992, dall'attuale stemma dell'Armenia, a seguito del raggiungimento dell'indipendenza del paese.